# (49036) Pelion
(49036) Pelion (1998 QM107) – planetoida z grupy centaurów okrążająca Słońce w ciągu 89,37 lat w średniej odległości 19,98 j.a. Odkryta 21 sierpnia 1998 roku.